# Kohópatak
Kohópatak (Cufoaia), település Romániában, a Partiumban, Máramaros megyében.

## Fekvése
Magyarlápostól északnyugatra fekvő település.

## Története
Kohópatak nevét 1630-ban említette először oklevél Cohpatak néven.
1650-ben Kopataka, 1703-ban Koppataka, 1721-ben Köpataka, 1733-ban Kuffoja, 1750-ben Kufoje, 1760–1762-ben Köh Pataka, 1808-ban
Köpataka, Kufejeu, 1861-ben Kufoje, 1888-ban Kohpataka (Kufoja), 1913-ban Kohópatak néven írták.